# Distraction Tactics
Distraction Tactics is een project van Bastille-zanger Dan Smith en schrijfster Charlotte Bogard Macleod. Het project, een soort virtuele film- en boekenclub, werd opgestart tijdens de coronapandemie in 2020, en had als voornaamste doel afleiding te bieden tijdens de wereldwijde quarantaine. Tussen maart 2020 en februari 2021 werden er in elf afleveringen verschillende films en boeken besproken. Deze werden uitgezonden via zowel Instagram Live als YouTube. De aanvankelijke premisse van het project was om de wereld rond te reizen aan de hand van films, maar vanaf deel zeven werd hiervan afgeweken. Smith en Macleod werden in 2021 uitgenodigd om met Fearne Cotton over hun project te spreken op het Barnes Film Festival.
Tijdens de afleveringen uitte Smith vaak zijn liefde voor Ridley Scotts film Thelma & Louise, wat uiteindelijk leidde tot het nummer Thelma + Louise op het in 2022 verschenen album Give Me the Future. Ook tal van andere films, waaronder Eternal Sunshine of the Spotless Mind die eerder al werd besproken tijdens de derde aflevering, worden vermeld op het album.
Tijdens een interview in mei 2021 gaf Smith aan graag verder te willen gaan met het project, maar dat gebeurde tot op heden niet.

## Afleveringen
Er werden elf afleveringen gemaakt, en daarnaast nog twee extra afleveringen. Elke aflevering kreeg een eigen "filmposter" ontworpen door George Rutledge.

### 1. Verenigd Koninkrijk
In de eerste aflevering werd de Britse film Shaun of the Dead besproken. Smith en Macleod nodigden hiervoor twee gasten uit: Kyle Simmons, lid van Bastille, en Simon Pegg, scenarist van en acteur in de film. De aflevering werd uitgezonden op 27 maart 2020.

### 2. Nieuw-Zeeland
In de tweede aflevering werd de Nieuw-Zeelandse film Hunt for the Wilderpeople besproken. Smith en Macleod nodigden hiervoor twee gasten uit: Kyle Simmons, lid van Bastille, en Taika Waititi, regisseur, scenarist en producent van de film. De aflevering werd uitgezonden op 5 april 2020.

### 3. Verenigde Staten
In de derde aflevering werd de Amerikaanse film Eternal Sunshine of the Spotless Mind besproken. Smith en Macleod nodigden hiervoor twee gasten uit: Kyle Simmons, lid van Bastille, en Ellen Kuras, director of photography van de film. De aflevering werd uitgezonden op 15 april 2020.

### 4. Frankrijk
In de vierde aflevering werden de Franse films Bande de filles en Les triplettes de Belleville besproken. Smith en Macleod nodigden hiervoor vier gasten uit: Kyle Simmons, lid van Bastille, Karidja Touré, actrice in Bande de filles, Sylvain Chomet, regisseur en scenarist van Les triplettes de Belleville en George MacKay, acteur die vooral zijn nieuwe film True History of the Kelly Gang kwam promoten. De twee deelafleveringen werden uitgezonden op 22 en 29 april 2020.

### 5. Japan
In de vijfde aflevering werd de Japanse film Howl's Moving Castle besproken. Smith en Macleod nodigden hiervoor twee gasten uit: Kyle Simmons, lid van Bastille, en Emily Mortimer, stemactrice in de Engelstalige versie van de film. De aflevering werd uitgezonden op 6 mei 2020.

### 6. Duitsland
In de zesde aflevering werd de Duitse film Lola rennt besproken. Smith en Macleod nodigden hiervoor drie gasten uit: Kyle Simmons, lid van Bastille, Tom Tykwer, regisseur en scenarist van de film, en Ivica Puljak, astrofysicus bij CERN. De aflevering werd uitgezonden op 13 mei 2020.

### 7. Space Week
In de zevende aflevering werd de lancering van de SpaceX Demonstration Mission 2 live bekeken en besproken. Smith en Macleod nodigden hiervoor zes gasten uit: Kyle Simmons, Chris Wood, Will Farquarson en Charlie Barnes, leden van Bastille, Daniel Armbruster, zanger van Joywave, en Leah Cheshier, de communicatieadviseur van het Johnson Space Center van NASA. De aflevering werd aanvankelijk uitgezonden op 27 mei 2020, maar werd op 29 en 30 mei 2020 hernomen door het uitstellen van de lancering. Er werden ook tal van films aangehaald tijdens deze afleveringen, waaronder Hidden Figures, WALL-E, Moon, Apollo 11, The Martian, Gravity, Galaxies, 2001: A Space Odyssey, Interstellar, Alien, Le voyage dans la lune, Solaris, A New Hope en Men in Black.

### Engagement Tactics
In juni 2020, tussen de zevende en de achtste aflevering, gaf Smith aan dat het geen moment was voor afleiding, maar voor engagement en actie. Dit na de dood van George Floyd in mei 2020 en de daaropvolgende protesten. Op 3 juni 2020 deelde hij een lijst met daarin boeken, een film, een serie en podcasts, die kunnen bijdragen tot een beter begrip van de situatie. Het gaat om de boeken How to Be an Antiracist van Ibram X. Kendi, White Fragility van Robin DiAngelo en Why I'm No Longer Talking to White People About Race van Reni Eddo-Lodge, de film 13th: From Slave to Criminal in One Amendment, de serie When They See Us en de podcasts Seeing White en 1619. Zelf nam Smith ook deel aan de protesten in het Londense Hyde Park.

### 8. Book Club
In de achtste aflevering werd het boek True Grit besproken. Smith en Macleod nodigden hiervoor vier gasten uit: Joe Haddow, podcastmaker, Charlotte Philby, auteur, Charlie Barnes, lid van Bastille, en Allie Harris, expert in de paardensport. De aflevering werd uitgezonden op 28 juni 2020.

### Independent Cinemas Special
Tussen de achtste en de negende aflevering door werd er een speciale aflevering uitgezonden vanuit de Olympic Studios in Londen. In de aflevering werd de film Tenet besproken, en werd het belang van onafhankelijke bioscopen aangehaald. Smith en Macleod nodigden hiervoor twee gasten uit: Kyle Simmons, lid van Bastille, en Lisa Burdge, oprichter van de Olympic Cinema. De aflevering werd uitgezonden op 25 augustus 2020.

### 9. Halloween Special
In de negende aflevering werden de films The Shining en Stanley Kubrick's Boxes besproken. Smith en Macleod nodigden hiervoor twee gasten uit: Kyle Simmons, lid van Bastille, en Jon Ronson, regisseur van Stanley Kubrick's Boxes. De aflevering werd uitgezonden op 2 november 2020. De keuze voor The Shining werd bepaald door de fans, die konden stemmen via het Instagramaccount van Bastille. De andere keuzes waren Scream, Get Out, Hereditary, Suspiria, Halloween, Psycho en Ringu.

### 10. Get Festive (Holiday Special)
In de tiende aflevering werden de films Klaus, Taking Back the House, Home Alone, Trading Places, Edward Scissorhands, Die Hard, The Muppet Christmas Carol, It's a Wonderful Life en Gremlins besproken. Smith en Macleod nodigden hiervoor negen gasten uit: Kyle Simmons, Chris Wood, Will Farquarson en Charlie Barnes, leden van Bastille, en Daniel Armbruster, Bim Amoako-Gyampah, Adam Roth, The Dawn of MAY en Ralph Pelleymounter, allen zangers. De aflevering werd uitgezonden op 21 december 2020. Tijdens de aflevering werd er geld opgehaald voor Choose Love, een ngo die humanitaire hulp biedt aan vluchtelingen over de hele wereld.

### 11. An Evening with ReOrchestrated
In de elfde aflevering werd de film ReOrchestrated besproken. Dit is een documentaire over Bastille. Smith en Macleod nodigden hiervoor zeven gasten uit: Kyle Simmons, Chris Wood en Will Farquarson, leden van Bastille, Tom Middleton en Toby L, regisseurs van de film, en Jonny Abraham en Senab Adekunle, dirigent en koorleider voor de filmmuziek. De aflevering werd uitgezonden op 22 februari 2021.

## Jingles
Voor dit project bracht de band Bastille ook tal van jingles, korte muziekfragmenten verwant met de films, uit.
| Nr. | Titel                                 |
| --- | ------------------------------------- |
| 1   | Shaun of the Dead                     |
| 2   | Hunt for the Wilderpeople             |
| 3   | Eternal Sunshine of the Spotless Mind |
| 4   | Bande de filles                       |
| 5   | Les triplettes de Belleville          |
| 6   | Howl's Moving Castle                  |
| 7   | Lola rennt                            |
| 8   | Space Week                            |
| 9   | True Grit                             |
| 10  | Tenet                                 |
| 11  | The Shining                           |
| 12  | Get Festive                           |
| 13  | Get Festive, Part 2                   |